# Аргентинская федерация баскетбола
Аргентинская федерация баскетбола (исп. Confederación Argentina de Básquetbol - CABB) является руководящим органом по баскетболу в Аргентине. Член континентальной организации по баскетболу ФИБА Америка, несет ответственность за национальные сборные Аргентины на всех международных соревнованиях.
Аргентинская федерация баскетбол объединяет 24 местные федерации, которые в свою очередь, 141 ассоциацию с приблизительно 1400 клубами. В настоящее время федерацией зарегистрировано 1400 клубов, а также в федерации состоят 130,500 мужчин и 11,000 женщин-игроков в баскетбол. Первый чемпионат страны состоялся в 1928 году. Матчи первенства посещает 5—10 тысяч зрителей. По популярности в стране баскетбол уступает лишь футболу.
Руководители аргентинского баскетбола были в числе основателей ФИБА. Право проведения первого мужского чемпионата мира свидетельствует о признании высоких организаторских способностей Аргентинской федерации.
Лучшее достижение мужской сборной Аргентины победа на I Чемпионате мира в 1950 году. Команда также выигрывала летние Олимпийские игры 2004 года и ФИБА Даймонд Болл в 2008 году. Сборная Аргентины вместе со сборной США является единственной командой в Америке которая выиграла 5 турниров, проводимых по эгидой ФИБА: чемпионат мира, Олимпийские игры, ФИБА Даймонд Болл, чемпионат Америки и Панамериканские игры. Мужская сборная страны — семикратный чемпион Южной Америки и 12-кратный призёр этих состязаний. На VIII Панамериканских играх (1979) она была шестой.
Баскетболистки Аргентины выступали на четырёх чемпионатах мира, добившись наивысшего успеха на I (1953) — 6-е место. В 1948 выиграли чемпионат Южной Америки. Семь раз становились призёрами первенств континента.
Ведущие клубы страны — «Сан Бока Хуниорс», «Ривер-Плейт», «Расинг», «Депортиво Сан Андре», «Обрас Санитариас» и «Индепендьенте» (все — из Буэнос-Айреса), «Олимпия» и «Эстудиантес» (Баия-Бланка), «Инти» (Сантьяго-дель-Эстеро), «Андес Тальерес» (Мендоса), «Хенераль Пас Хуниорс» (Кордова). Наибольшего успеха на международной арене добивался клуб «Обрас Санитариас» (призовые места в розыгрышах МК В. Джойса: 3-е в 1976 и 2-е в 1978).

## Адрес
Аргентинская Федерация Баскетбола, автономный округ Монтевидео г. Буэнос-Айрес, 496 — Piso 9, Республика Аргентина.

### Рейтинг FIBA(мужчины)[1]
| Поз. | Команда | Команда   | Очки  |
| ---- | ------- | --------- | ----- |
| 2    |         | Испания   | 730.0 |
| 3    |         | Аргентина | 673.0 |
| 4    |         | Греция    | 488.0 |

### Рейтинг FIBA (женщины)[2]
| Поз. | Команда | Команда   | Очки  |
| ---- | ------- | --------- | ----- |
| 12   |         | Аргентина | 163.0 |
| 13   |         | Куба      | 155.0 |
| 14   |         | Греция    | 135.0 |

### Общий рейтинг FIBA[3]
| Поз. | Страна | Страна    | Очки   |
| ---- | ------ | --------- | ------ |
| 3    |        | Россия    | 1248.5 |
| 4    |        | Аргентина | 1218.0 |
| 5    |        | Австралия | 1201.0 |